# 12400 Katumaru
12400 Katumaru este un asteroid din centura principală de asteroizi.

## Descriere
12400 Katumaru este un asteroid din centura principală de asteroizi. A fost descoperit pe 28 iulie 1995 la Nanyo de Tomimaru Okuni. El prezintă o orbită caracterizată de o semiaxă mare de 2,34 ua, o excentricitate de 0,17 și o înclinație de 5,8° în raport cu ecliptica.